# Harpokrat
Harpokrat (grč. Χαρποκπάτος) u grčkoj mitologiji bog je šutnje, tajni i nevinosti. Prikazivan je u liku nagog mladića, koji na sebi ima samo ogrtač, s ružom u desnoj ruci. Pretpostavlja se da su mu se drevni Grci, Heleni, zavjetovali na čuvanje vrlo važne koja bi im bila povjerena. Tom bi mu prilikom žrtvovali ružine latice i mirisna ružina ulja.

## Harpokrat kao bog ruža
Harpokrat je bio i bog ruža. Ruža je u grčkoj mitologiji simbol šutnje i nevinosti. Od mitova vezanih za Harpokrata, tek je jedan poznat:
Kada je ruža još bila mlad cvijet, nisu je poznavali ni ljudi ni bogovi, osim Erosa, sveznajućeg boga ljubavi, koji dade jedan takav cvijet Harpokratu, bogu šutnje, jer ga je tim čudesnim cvijetom htio podmititi da ne oda Afroditine tajne priče, iz kojih bi ljudi saznali više o ljubavi.